# 웨스트데번

웨스트데번의 위치

웨스트데번(영어: West Devon)은 잉글랜드 데번주에 위치한 비도시 자치구로 중심 도시는 태비스톡이며 인구는 54,260명(2014년 기준), 면적은 1,161.1km2이다.